# Malangwa
Malangwa est une ville du Népal située dans la zone de Janakpur et chef-lieu du district de Sarlahi. Au recensement de 2011, la ville comptait 25 102 habitants.